# Heikki Suolahti
Heikki Theodor Suolahti (født 2. februar 1920 i Helsingfors, Finland - død 27. december 1936) var en finsk komponist.
Suolahti studerede komposition på Musikkonservatoriet i Helsinki hos Arvo Laitinen. Grundet hans alt for tidlige død som 16 årig, nåede han kun at skrive en symfoni, tre orkesterværker, kammermusik, en violinkoncert, en klaverkoncert, to strygekvartetter, klaverstykker. Suolahti efterlod sig en ufuldendt opera, en ufuldendt ballet og en ufuldendt 2. symfoni. Han var en stor beundrer af Jean Sibelius og  Richard Wagner, som han var inspireret af.

## Udvalgte værker
- Symfoni nr. 1 "Sinfonia Piccola" i H-mol (1935)- for orkester
- Violinkoncert (1934) - for violin og orkester
- Klaverkoncert (1934) - for klaver og orkester
- 2 strygekvartetter (1933-1936)